# Nzo Ekangaki
Nzo Ekangaki né le 22 mars 1934 et mort le 3 juin 2005, était une figure politique camerounaise. Il a servi comme secrétaire général de l'Organisation de l'unité africaine (OUA) de 1972 à 1974.
Nzo Ekangaki a activement milité pour l’indépendance du Cameroun avec l’UPC. Lorsque celle ci est dissoute par le pouvoir colonial en 1955, il est contraint de s’exiler au Cameroun britannique en compagnie de Jean Paul Sendé qui devient son directeur de cabinet à Addis-Abéba.

## Biographie
Ekangaki est né à Nguti, près de Kumba. Il est le fils de Joseph Ekangaki et de Pauline Tukubato. Dans les années 1950, il a écrit les livres An Introduction to Eastern Kamerun, publié en 1956, et To the Nigeria People, publié en 1958. Après des études en Allemagne de l'Ouest, il a été élu à l'Assemblée législative du Cameroun en 1961, et il est devenu un membre de l'Assemblée fédérale lorsque les deux Cameroun étaient unis. Il a été réélu en avril 1964. Le 14 février 1962, il est nommé sous-ministre des Affaires étrangères, et le 25 mai 1965, il a été nommé ministre du Travail. Poste qu'il a occupé jusqu'à son élection comme Secrétaire Général de l'OUA lors de la 19e réunion du Conseil des ministres de l'OUA, le 15 juin 1972 à Rabat, au Maroc. Il a remplacé Diallo Telli de la Guinée, qui avait servi en tant que secrétaire général de l'OUA pendant 8 ans.
Ekangaki démissionne en 1974. Ahmadou Ahidjo était mécontent de l'attitude indépendante de Ekangaki à l'OUA et de sa démission. De retour au Cameroun, Ahidjo a envoyé Ekangaki travailler comme conseiller technique au ministère de l'Administration territoriale, petit poste pour quelqu'un d'aussi important. Ekangaki y est resté de 1974 à 1985. Par la suite Ekangaki a travaillé à la présidence comme conseiller pour les affaires administratives sous le régime du président Paul Biya , de 1985 à 1989.